# Egling
Egling er en kommune i Landkreis Bad Tölz-Wolfratshausen i den sydlige del af Regierungsbezirk Oberbayern i den tyske delstat Bayern, med godt 5.200 indbyggere.

## Inddeling
I kommunen ligger følgende bydele og landsbyer :
- Attenham,
- Aufhofen,
- Deining,
- Dettenhausen,
- Egling,
- Ergertshausen,
- Endlhausen,
- Hornstein,
- Neufahrn,
- Moosham
- Thanning.

I alt er der 33 bebyggelser i kommunen , og ud over de nævnte er det:
Attenham, Aufhofen, Aumühle, Bullreuth, Dettenhausen, Dürnstein, Eulenschwang, Feldkirchen, Geilertshausen, Goldkofen, Harmating, Hornstein, Neukolbing, Oberegling, Oehnböck, Puppling, Reichertshausen, Riedhof, Sachsenhausen, Schallkofen, Schönberg, Siegertshofen, Sonnenham, Sägmühle, Thanning, Weihermühle und Wörschhausen.

## Fotogalerie
- St. Martinkirken og Gasthaus zur Post i Egling
- Deining, set fra Ludwigshöhe, til venstre i baggrunden Ergertshausen
- St. Nikolaus i Deining
- Hus i Deining
- Neufahrn
- Thanning
- Kirke i Thanning
- Schloss Harmating